# Шведен-плац (станція метро)

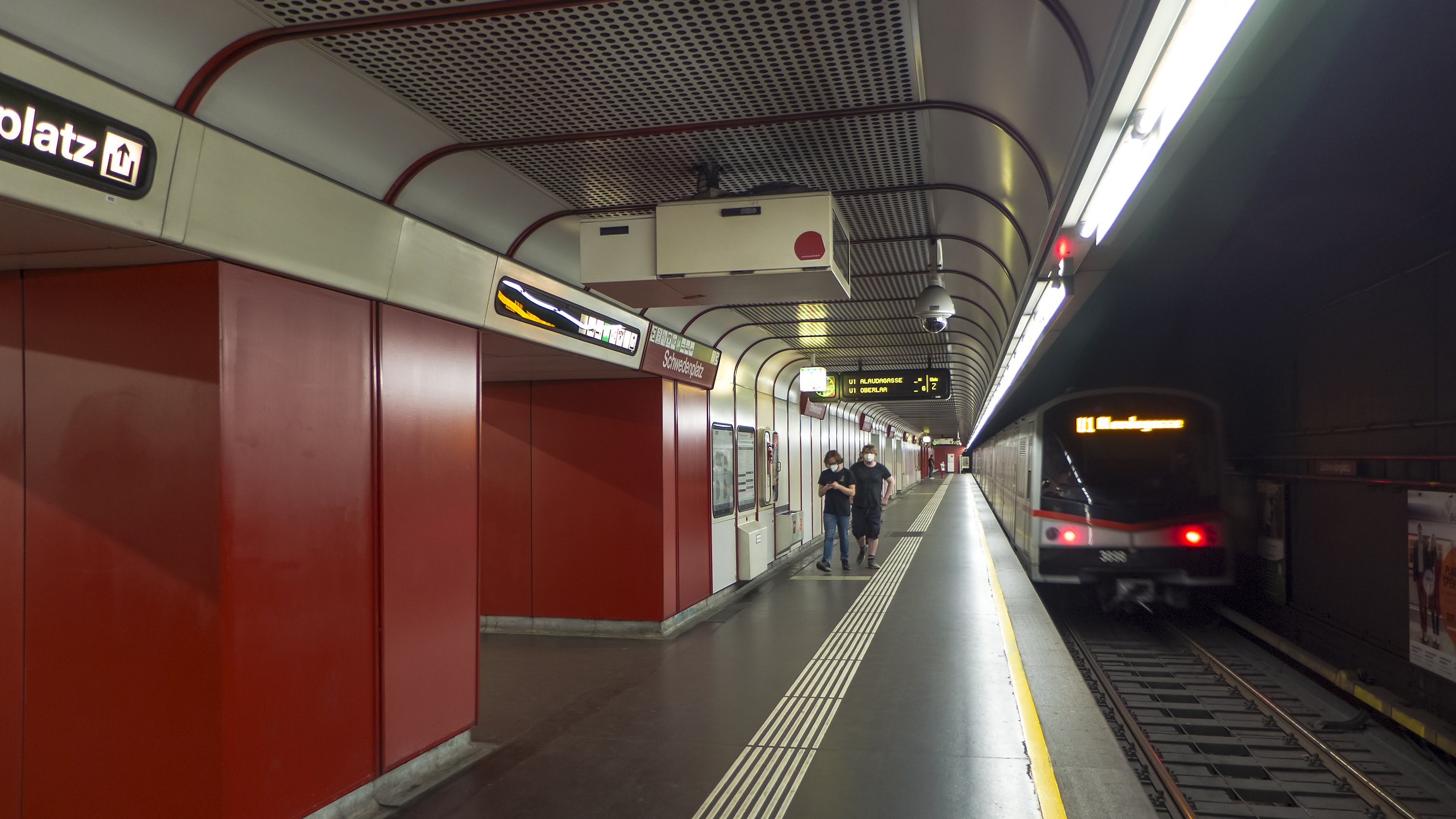
Платформа станції на лінії U1 в напрямку «Штефанс-плаца»

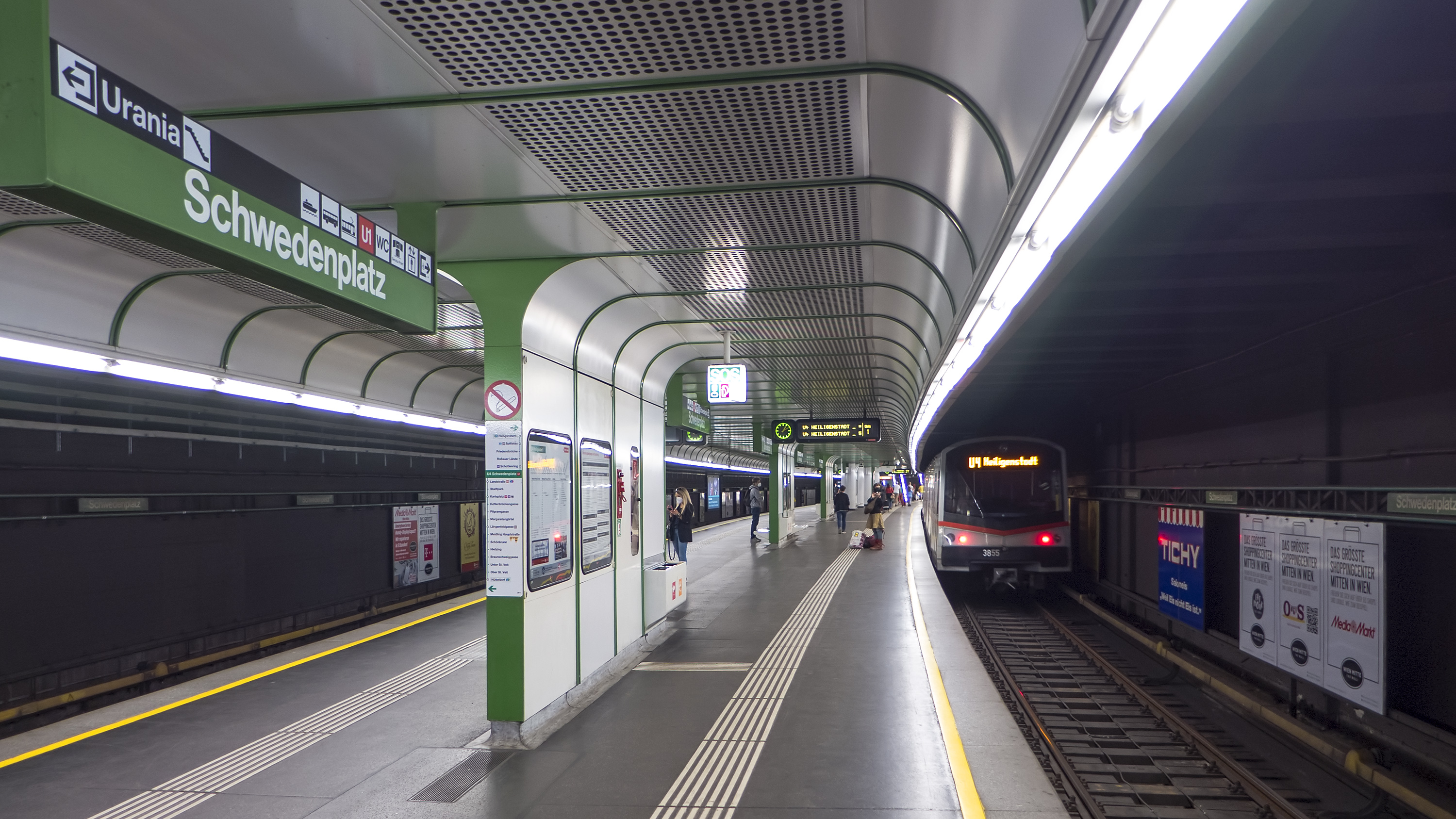
Платформи станції на лінії U4

48°12′42″ пн. ш. 16°22′40″ сх. д. / 48.2118° пн. ш. 16.3777° сх. д.
«Шведен-плац» (нім. Schwedenplatz; у перекладі — Шведська площа) — пересадочна станція Віденського метрополітену, розміщена на лінії U1 між станціями «Штефанс-плац» і «Нестрой-плац» та на лінії U4 між станціями «Ландштрасе» і «Шоттен-ринг». Відкрита 24 листопада 1979 року на лінії U1 та 15 серпня 1978 року на лінії U4 (до цього з 6 серпня 1901 року була частиною штадтбану).
Розташована в 1-му районі Відня (Іннере-Штадт), під однойменною площею, поруч із Донауканалом.